# Hertie School
Die Hertie School (ehemals Hertie School of Governance) ist eine staatlich anerkannte private Hochschule mit Promotionsrecht in Berlin. Sie wurde im Dezember 2003 von der Gemeinnützigen Hertie-Stiftung als gemeinnützige GmbH gegründet. Angeboten werden drei Masterstudiengänge: der Master of Public Policy, der Master of International Affairs und der Master of Data Science for Public Policy. Außerdem werden für Berufserfahrene ein Abschluss als Executive Master of Public Administration sowie einzelne Weiterbildungsseminare angeboten. Unterrichtssprache ist Englisch.

## Geschichte
Im Jahr 2003 wurde die Hertie School of Governance gegründet. Seit 2008 befindet sie sich im Quartier-110-Gebäude in der Berliner Friedrichstraße. Sie wurde 2008 staatlich akkreditiert und erhielt 2012 auf fünf Jahre befristet das Promotionsrecht, welches 2017 um weitere fünf Jahre verlängert wurde. 2019 wurde der Name von Hertie School of Governance auf Hertie School verkürzt.
Als erstes Studienprogramm wurde der Master of Public Policy (MPP) angeboten. 2015 kam der Master of International Affairs (MIA) hinzu. Seit 2021 ist der Master of Data Science for Public Policy eingerichtet.

## Studium

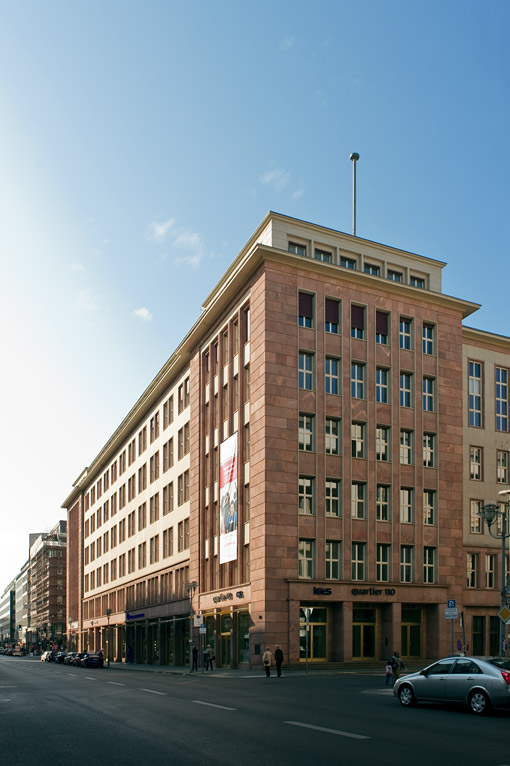
Die Hertie School in der Berliner Friedrichstraße

Der Abschluss Master of Public Policy wird nach einem zweijährigen Masterstudiengang erworben. Dieser kann sowohl konsekutiv nach Abschluss eines Bachelors als auch postgradual absolviert werden. Der inhaltliche Schwerpunkt ist „Gutes Regieren im 21. Jahrhundert“, beschränkt sich aber nicht auf die klassischen Regierungsämter. Mikroökonomie, Makroökonomie und Verhandlungsführung gehören ebenso zum Curriculum wie Politisches Management und Entwicklung moderner Formen der Governance. Praxiskenntnisse sollen in Fallstudien, in einem achtwöchigen Praktikum und in der Abschlussarbeit erworben werden.
Der zweijährige Studiengang Master of International Affairs (MIA) vermittelt Fachkenntnisse im Bereich der internationalen Beziehungen und bereitet auf die besonderen Herausforderungen modernen Regierens in einer global vernetzten Welt vor.
Das Executive Master of Public Administration-Programm richtet sich an Berufserfahrene, welche an der Schnittstelle von Staat, Wirtschaft und Zivilgesellschaft arbeiten. Jeder Studierende des EMPA-Programms wählt einen der drei Schwerpunktbereiche Leading innovation and managing change, Digitalisation and big data oder Global governance challenges. Das Programm kann im Vollzeitstudium über ein Jahr oder berufsbegleitend über zwei Jahre absolviert werden.
Seit 2008 gibt es ein Doktorandenprogramm der Berlin Graduate School for Transnational Studies (BTS), eines Gemeinschaftsprojekts der Hertie School mit der Freien Universität Berlin und dem Wissenschaftszentrum Berlin für Sozialforschung. Seit 2012 bietet die Hertie School ein eigenes, dreijähriges, strukturiertes Promotionsprogramm in Public Policy an, das wahlweise zum PhD in Governance oder Dr. rer. pol. führt.

## Organisation
Die Einrichtung wird durch ein Kuratorium sowie einen Aufsichtsrat unterstützt. Die Mitglieder des Kuratoriums prägen die Gesamtentwicklung der Hochschule. Der Aufsichtsrat unterstützt und überwacht die wirtschaftlichen Prozesse der Hertie School.

### Standort
Nach Abschluss der 2019 begonnenen Sanierung des Robert-Koch-Forums soll die Hochschule in den denkmalgeschützten Bau umziehen. Aufgrund von Asbestfunden sowie den Wünschen neuer potenzieller Mieter verschiebt sich die Fertigstellung und damit auch der Einzug der Hertie School. Der Umzug ist derzeit für Sommer 2025 angepeilt.

## Partnerschaften

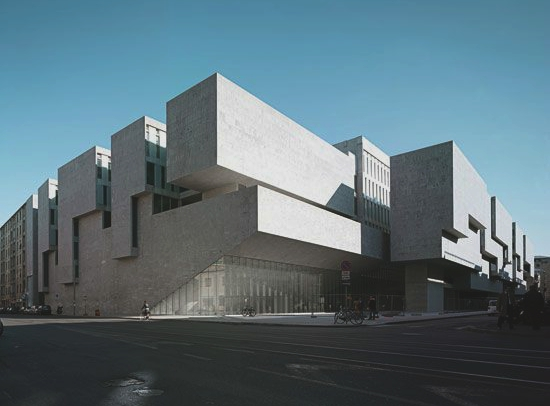
Università Commerciale Luigi Bocconi

Die Bildungseinrichtung verfügt über institutionelle Partnerschaften u. a. mit Sciences Po in Paris, der London School of Economics and Political Science, der Columbia University in New York und der Wirtschaftsuniversität Luigi Bocconi in Mailand, welche Auslandsaufenthalte von einem oder zwei Semestern im zweiten Jahr des Master of Public Policy ermöglichen. Daneben besteht für einige Studenten die Möglichkeit, ein Doppeldiplom (dual degree) an einer der Partnerinstitutionen zu erlangen.
Seit 2011 besteht eine Kooperation mit der ESCP Europe Wirtschaftshochschule Berlin. Die Zusammenarbeit umfasst ein Austauschprogramm der berufsbegleitenden Managementstudiengänge für Führungskräfte beider Hochschulen. Seit Anfang 2011 können die Teilnehmer des „European Executive MBA-Programms“ der ESCP Europe und des „Executive Master of Public Administration“ der Hertie School an einzelnen Wahlkursen der jeweils anderen Partnerhochschule teilnehmen. Die erworbenen Leistungen und Credits werden wechselseitig anerkannt. Ein ähnlich aufgebautes Austauschprogramm besteht mit der Copenhagen Business School und der Universität Bern.

## Absolventen
Von 2007 bis 2016 verließen mehr als 1100 Absolventen die Hochschule mit einem Master-Abschluss. Sie stammten aus 80 Ländern, rund die Hälfte aus Deutschland.

## Ehrendoktoren
- 2024: Arnold Schwarzenegger[13]

## Kontroverse
Die Initiative Her.Tietz, die von fast 150 aktuellen und ehemaligen Studierenden der Hertie School ins Leben gerufen wurde, warf der Hochschule seit 2018 vor, sich der Aufarbeitung des geschichtlichen Erbes der Hertie Stiftung zu verweigern. Der Name des ursprünglichen Unternehmens wurde zugunsten der Abkürzung "Hertie" getilgt. "Hertie" ist die Zusammensetzung der Vor- und Nachnamen Hermann und Tietz. Hermann Tietz finanzierte seinem Neffen Oscar Tietz 1882 ein Textilgeschäft, woraus der Konzern erwuchs. Die jüdische Unternehmerfamilie Tietz wurde später aus dem Unternehmen gedrängt. Der nach der "Arisierung" eingesetzte Manager Georg Karg führte die Geschäfte auch nach dem Krieg weiter.
Die Initiative Her.Tietz versuchte den Vorstand der Hertie-Stiftung von „einem offenen Umgang und einer wissenschaftlichen Aufarbeitung ihrer Geschichte zu überzeugen“. Auf den Internetseiten der Hertie School und Hertie-Stiftung fänden sich kaum Informationen zur Herkunft des Namens „Hertie School“, auch fände dies keine Erwähnung im Curriculum. Nach mehrjährigem Drängen der Initiative sei eine historische Info-Tafel in der Cafeteria der Hertie School in Berlin angebracht worden. Im November 2020 gab die Hertie-Stiftung bekannt, dass sie für die wissenschaftliche Aufarbeitung ihrer Vorgeschichte die Gesellschaft für Unternehmensgeschichte beauftragt habe.